# Іполіто Рінкон
Іполіто «Полі» Рінкон (ісп. Hipólito "Poli" Rincón, нар. 28 квітня 1957, Мадрид) — іспанський футболіст, що грав на позиції нападника, зокрема, за клуби «Реал Мадрид» та «Реал Бетіс», а також національну збірну Іспанії.
Чемпіон Іспанії. Володар Кубка Іспанії. Найкращий бомбардир Ла-Ліги 1983 року.

## Клубна кар'єра
Народився 28 квітня 1957 року в Мадриді. Вихованець футбольної школи клубу «Реал Мадрид». У головній команді «вершкових» дебютував лише 1979 року, провівши до того по одному сезону в оренді в клубах «Дітер Сафра», «Рекреатіво» та «Реал Вальядолід».
У першому ж сезоні виступів за основну команду «Реала» став у її складі чемпіоном Іспанії. Проте ані того сезону, ані наступного стати гравцем основного складу команди Рінкону не вдалося.
Тож 1981 року нападник перейшов до клубу «Реал Бетіс», за який відіграв 8 сезонів. Більшість часу, проведеного у складі «Реала Бетіс», був основним гравцем атакувальної ланки команди та одним з її головних бомбардирів, маючи середню результативність на рівні 0,35 голу за гру першості. В сезоні 1982/83 з 20-ма забитими голами став найкращим бомбардиром Ла-Ліги. Завершив професійну кар'єру футболіста виступами за команду «Реал Бетіс» у 1989 році.
Згодом працював спортивним коменантатором.

## Виступи за збірні
1980 року залучався до складу молодіжної збірної Іспанії. На молодіжному рівні зіграв у 2 офіційних матчах.
1983 року дебютував в офіційних матчах у складі національної збірної Іспанії. Протягом кар'єри у національній команді, яка тривала 4 роки, провів у її формі 22 матчі, забивши 10 голів.
У складі збірної був учасником чемпіонату світу 1986 року у Мексиці, на якому, утім, був резервним гравцем і на поле не виходив.

## Титули і досягнення

### Командні
- Чемпіон Іспанії (1):

«Реал Мадрид»: 1979–1980
- Володар Кубка Іспанії (1):

«Реал Мадрид»: 1980

### Особисті
- Найкращий бомбардир Ла-Ліги (1): 1982–1983 (20 голів)